# Протест 4 июля 1978 года в Ленинграде
Протест 4 июля 1978 года в Ленинграде — стихийная демонстрация протеста против отмены ранее объявленного концерта с участием музыкантов из США, который должен был состояться в этот день на Дворцовой площади.

## Предыстория
В 1977 году на фоне политики «разрядки» была достигнута предварительная договорённость о съёмках советско-британского фильма под условным названием «Карнавал» по сценарию Якова Костюковского и Мориса Слободского. Режиссёром будущего фильма с советской стороны был назначен Евгений Татарский, с британской стороны — Дэвид Коуп. За производство отвечали киностудия «Ленфильм», директором которой в то время был Виктор Блинов, и британский продюсер, русский эмигрант из Петербурга Дмитрий де Грюнвальд. Как вспоминал Евгений Татарский, «первоначальный сценарий представлял жуткую вампуку. Музыкант английской или американской рок-группы происходит родом из русской северной деревни. Его команда приезжает в Ленинград и даёт концерт на Дворцовой площади. Атмосфера прекрасного города и музыка, навевают герою какие-то воспоминания о его корнях».
Создатели фильма начали поиск британских или американских музыкантов, которые дали бы концерт в Ленинграде в рамках съёмок фильма. В конце концов им удалось договориться с американской группой «Santana», с американской певицей Джоан Баэз, отличавшейся по мнению советских идеологов, «прогрессивными взглядами», и с американской группой «The Beach Boys».
15 июня 1978 года в Сан-Франциско американские участники проекта объявили дату предстоящего концерта на Дворцовой площади — 4 июля. 16 июня в газете «Ленинградская правда» была опубликована небольшая заметка ТАСС о том, что 4 июля на Дворцовой площади состоится концерт с участием известных американских музыкантов.
Однако 20 июня 1978 года директор «Совинфильма» Отар Тейнешвили отправил в Лондон телеграмму о приостановке работы над фильмом (к этому времени де Грюнвальд потратил на организацию концерта более двух миллионов долларов собственных средств). Официальная причина была названа лишь через месяц: «Недостаточная проработка сценария». Однако все понимали, что это лишь предлог. Точно неизвестно, что именно стало причиной отмены концерта и съёмок фильма, но очевидно, что решение было принято функционерами КПСС (возможно, первым секретарем Ленинградского обкома КПСС Григорием Романовым) по идеологическим причинам. Об отмене концерта никаких сообщений в средствах массовой информации СССР не было (хотя западные издания, в том числе музыкальные, успели сообщить об этом, как и Сева Новгородцев из Русской службы Би-би-си, который держал пари на бутылку водки, что ничего из затеи с концертом не выйдет).

## Протест
Днем 4 июля 1978 года на Дворцовой площади начала собираться молодежь. После шести вечера, по рассказам очевидцев, толпа насчитывала уже более полутора сотен человек. Затем появилась милицейская машина с громкоговорителем, и от толпы потребовали разойтись, так как никакого концерта не будет.
Это вызвало возмущение, и люди отказались расходиться. Тогда у здания Адмиралтейства людей начала задерживать милиция. Подъехало также несколько грузовиков с солдатами. Со стороны улицы Халтурина (нынешняя Миллионная) и со стороны здания хоровой капеллы на толпу двинулись поливальные машины. Они выстроились клином и начали поливать людей водой, вытесняя их с площади. Так уже многотысячную толпу выдавили на Невский проспект. После этого раздались призывы двинуться к редакции «Ленинградской правды» и потребовать там ответа.
Толпа относительно спокойно по Невскому проспекту, на котором перекрыли движение транспорта, дошла до здания Гостиного двора. Там опять начались задержания и попытки разогнать несанкционированную демонстрацию. Задерживали тех, на ком была мокрая одежда: это служило доказательством, что человек шел с Дворцовой площади. Окрестные отделения милиции были переполнены. Некоторые участники шествия рассказывали, что их после задержания просто отвозили на несколько кварталов вбок от Невского, и там освобождали.
У Аничкова моста толпу встретили курсанты морского училища, которые стали бить людей бляхами своих ремней. Только тут толпа остановилась. Часть ее свернула на площадь Островского и пошла к Фонтанке, где находился Дом прессы, в котором размещалась редакция «Ленинградской правды». Остальных протестующих удалось рассеять по окрестным улицам. Однако многие из них вновь добрались до Дворцовой площади, и там вновь образовалась толпа, простоявшая на площади почти до часу ночи. Некоторые протестующие двинулись в сторону Смольного и лишь ближе к утру на улице Воинова (ныне Шпалерная) милиции удалось рассеять их окончательно. В самиздатском журнале «Перспектива» было написано, что всего было задержано около 200 человек.
На другой день по Ленинграду распространились невероятные слухи: одни говорили, что должны были выступить 10 или 20 рок-ансамблей; другие утверждали, что американцы собирались устроить в городе беспорядки в День независимости США.

## Последствия
Директора «Ленфильма» Виктора Блинова уволили. Через полгода Григорий Романов на партконференции  назвал события 4 июля 1978 года «политической провокацией», планы «Ленфильма» — «антисоветскими», а протестовавших — «сборищем, спровоцированным „Голосом Америки“». Дмитрию де Грюнвальду, чтобы возместить ему убытки, разрешили снять документальный фильм об Эрмитаже. Несмотря на отмену концерта, Джоан Баэз приехала в Москву и встречалась с советскими диссидентами, включая Андрея Сахарова и Елену Боннэр.